# 伏爾塔瓦河畔蒂恩

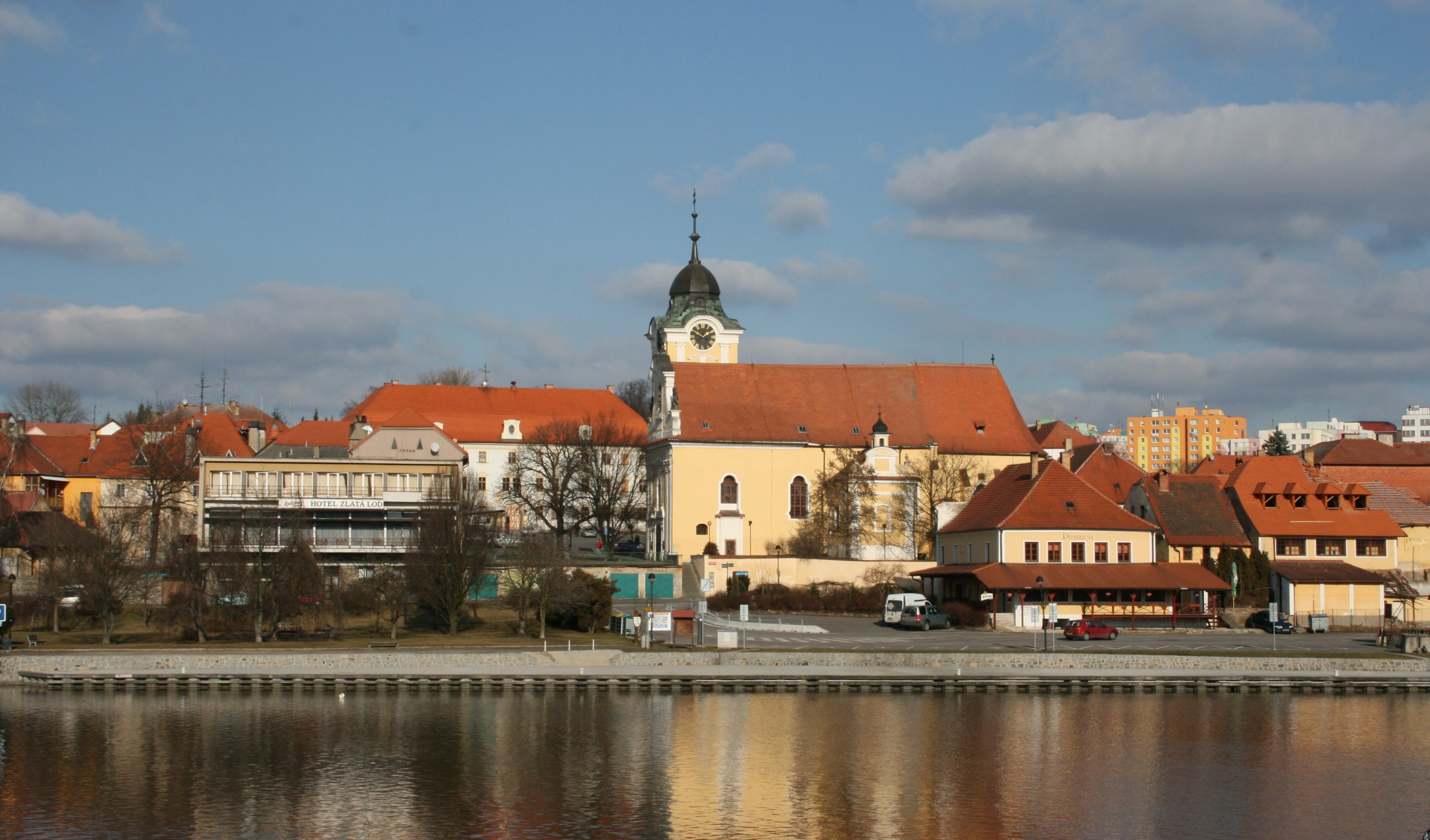
伏爾塔瓦河畔蒂恩

伏爾塔瓦河畔蒂恩是捷克的城鎮，位於該國西南部伏爾塔瓦河，距離首都捷克布傑約維采28公里，由中波希米亞州負責管轄，面積43.03平方公里，海拔高度362米，該地區自石器時代有人類居住，2005年人口為8,309。

## 外部連結
- （捷克文） Municipal website （页面存档备份，存于）